# Carey (Idaho)
Carey – miasto w Stanach Zjednoczonych, w stanie Idaho, w hrabstwie Blaine.